# Uładzimir Kołas
Uładzimir Kołas (biał. Уладзімір Колас; ur. 1951 w Mińsku) – białoruski nauczyciel, reżyser i działacz społeczny, od 2003 przewodniczący Rady Białoruskiej Inteligencji.
W 1973 roku ukończył studia w Instytucie Języków Obcych w Mińsku, później kształcił się na Wyższych Kursach Scenarzystów i Reżyserów Kina Państwowego ZSRR (1974–1979). Pracował jako reżyer Biełarusfilmu, był również szefem Białoruskiego Centrum Humanistyczno-Oświatowego Ministerstwa Edukacji Białoruskiej SRR. W 1998 roku został dyrektorem Narodowego Liceum Humanistycznego im. Jakuba Kołasa w Mińsku, które pięć lat później zostało zlikwidowane przez władze białoruskie. Od 2003 roku stoi na czele Rady Inteligencji Białoruskiej. W 2008 roku reżyserował film "Galeria Ady" poświęcony Adzie Rajczonak, białoruskiej nauczycielce i założycielce Muzeum Jazepa Drazdawicza w Hermanowiczach na Szarkowszczyźnie.

## Odznaczenia
- Medal 100-lecia Białoruskiej Republiki Ludowej – 2019[2]